# Jackie Abraham-Lawrie
Jackie Abraham-Lawrie (22 de junio de 1974) es una deportista neozelandesa que compitió en remo. Ganó una medalla de plata en el Campeonato Mundial de Remo de 2001, en la prueba de cuatro sin timonel.

## Palmarés internacional
| Campeonato Mundial | Campeonato Mundial | Campeonato Mundial | Campeonato Mundial |
| Año                | Lugar              | Medalla            | Prueba             |
| ------------------ | ------------------ | ------------------ | ------------------ |
| 2001               | Lucerna (Suiza)    | Medalla de plata   | Cuatro sin timonel |